# شوگرین
شوگرین (به صربی: Šugrin) یک منطقهٔ مسکونی در صربستان است که در پیروت واقع شده‌است. شوگرین ۹۵ نفر جمعیت دارد.